# Líza královnou krásy
Líza královnou krásy (v anglickém originále Lisa the Beauty Queen) je 4. díl 4. řady (celkem 63.) amerického animovaného seriálu Simpsonovi. Scénář napsal Jeff Martin a díl režíroval Mark Kirkland. V USA měl premiéru dne 15. října 1992 na stanici Fox Broadcasting Company a v Česku byl poprvé vysílán 16. září 1994 na stanici ČT1.

## Děj
Springfieldská základní škola pořádá školní veletrh, kde si Líza u pouťového stánku koupí karikaturu své osoby. Je zděšena nelichotivou kresbou a reakcí okolního davu a má pocit, že je nepřitažlivá. Homer vyhraje pouťovou tombolu, jejíž hlavní cenou je let vzducholodí Duff. Později vidí v televizi, že cigarety Laramie sponzorují letošní ročník soutěže Malá Miss Springfield, a rozhodne se Lízu přihlásit, aby jí zvedl sebevědomí. Vstupné do soutěže je 250 dolarů, a tak prodá svůj lístek na Duff Blimp Barneymu, aby získal potřebné peníze. Homer nadšeně vypráví Líze o soutěži, ale ta se zdráhá, dokud jí Marge neřekne, že Homer prodal svůj lístek na Duff Blimp, aby jí zaplatil možnost účasti v soutěži. Když si uvědomí otcovu oběť, do soutěže se přihlásí. 
Při registraci do soutěže se Líza seznámí s hrozivou konkurentkou Amber Dempseyovou, blondýnkou, která používá řasové implantáty z Paraguaye, aby vypadala roztomileji. V rámci příprav na soutěž Líza přijímá úpravy v salonu krásy a povzbuzování od své rodiny. Přijde den soutěže a Líza na pódiu vysvětluje svůj cíl udělat Springfield lepším místem a jejím talentem je jazzová směs písní „America the Beautiful“ a „Proud Mary“, zatímco Amber si získává obdiv publika mrskáním velkými řasami. Po rozhovoru s Šášou Krustym je Amber vyhlášena jako vítězka a Líza jako druhá v pořadí. Při Ambeřině prvním oficiálním vystoupení vytvoří bouřka blesk, který udeří do jejího kovového žezla. Je hospitalizována kvůli zraněním a Líza je korunována Malou Miss Springfield. 
Jedním z úkolů Malé Miss Springfield jako mluvčí sponzora soutěže Laramie Cigarettes je nalákat mladé lidi ke kouření. Místo toho Líza na svých vystoupeních protestuje proti nebezpečí cigaret a také slibuje, že se zaměří na korupci starosty Quimbyho. Quimby a představitelé Laramie hledají způsob, jak Lízu sesadit z trůnu a umlčet. V jejím přihlašovacím formuláři najdou technickou chybu: Homer napsal „OK“ pod pokyn „Na toto místo nepište“. Když je Amber znovu korunována Malou Miss Springfield, Homer je naštvaný, že připravil Lízu o titul, ale Líza Homerovi připomene, že ji do soutěže přihlásil, aby jí pomohl k sebevědomí, a poděkuje mu, protože to zabralo. Homer ji požádá, aby si na to vzpomněla, „až ti příště zničím život“, s čímž Líza ráda souhlasí a obejme ho.

## Produkce
Mnoho scenáristů Simpsonových ze seriálu odešlo nebo na začátku 4. řady chybělo, takže Al Jean a Mike Reiss byli na vymýšlení nápadů na zápletku sami. Po Homerovi kacířem je napadlo, že by se Líza mohla zúčastnit soutěže krásy. Napsáním epizody pověřili Jeffa Martina, protože předpokládali, že ji naplní písničkami, jako to dělal u předchozích epizod. Martin jim vyhověl a napsal epizodu i hudbu k ní. Díl také založil na některých svých vlastních zkušenostech, například na scéně, kdy si Líza nechává kreslit karikaturu. K tématu Martin prohlásil: „Nejsem si jistý, jestli bychom tuhle epizodu mohli udělat dnes. Před JonBenet Ramseyovou se lidé dívali na dětské soutěže krásy mnohem nevinněji.“. Podle Reisse trvalo nadhození vtipu o tom, jak Homer nechal Lízu diskvalifikovat, déle než jakékoliv sezení, které si pamatuje, přičemž vítězný gag nakonec nadhodil Frank Mula.
V této epizodě se jako hostující hvězda objevil tehdy 89letý Bob Hope, jehož roli u něj doma nahráli scenáristé Jeff Martin a Conan O'Brien. Jeho vzhled vychází z jeho mladšího já z doby vietnamské války.

## Kulturní odkazy
V epizodě se objevují dva odkazy na Hvězdné války – karikaturista ukazuje karikaturu Dartha Vadera a v montáži je Líza s účesem s dvojitým drdolem, jaký má princezna Leia. Když Barney havaruje s vzducholodí Duff, póza, kterou zaujme, odkazuje na katastrofu Hindenburgu. Maskot Laramie Menthol Moose je parodií na Joea Camela. Když Líza skládá přísahu jako Malá Miss Springfield na trávníku před domem, Marge je po její levici v růžových šatech v póze podobné póze Jacqueline Kennedyové na slavné fotografii Lyndona B. Johnsona, který skládá přísahu v Air Force One po atentátu na Johna F. Kennedyho.

## Přijetí
V týdnu od 12. do 18. října 1992 se epizoda umístila na 28. místě ve sledovanosti agentury Nielsen s ratingem 12,0, který vidělo přibližně 11,1 milionu domácností.
Autoři knihy I Can't Believe It's a Bigger and Better Updated Unofficial Simpsons Guide, Warren Martyn a Adrian Wood, uvedli: „Další špičková epizoda. Krusty dostane několik svých nejlepších hlášek v několika krátkých výstupech.“. Odkaz na Apokalypsa v této epizodě označil Nathan Ditum z Total Filmu za 29. největší filmovou referenci v historii seriálu.

### Odkaz
Kniha anglikánské církve Mixing it up with The Simpsons, která vybízí děti k zamyšlení nad životními otázkami, zkoumá sebepojetí prostřednictvím dílu Líza královnou krásy.